# Château de Darnaway
Le château de Darnaway, également connu sous le nom de château de Tarnaway est situé dans la forêt de Darnaway, au sud-ouest de Forres à Moray, en Écosse. C'est la terre Comyn, donnée à Thomas Randolph avec le comté de Moray par le roi Robert Ier. Depuis lors, le château est le siège des comtes de Moray. Reconstruit en 1810, il conserve l'ancienne salle des banquets, pouvant accueillir 1 000 personnes.

## Étymologie
Le nom Darnaway représente une anglicisation de la forme gaélique Taranaich, dont une forme bretonne primitive, Taranumagos, est dérivée des éléments taranu signifiant « tonnerre » et magos, « une plaine » (gallois taran-maes).

## Randolph et Douglas
Sir Thomas Randolph a probablement construit le premier château. John Randolph (3e comte de Moray), est mort à la bataille de Neville's Cross en 1346 sans héritiers mâles, et le comté passe à Patrick Dunbar, qui est le mari d'une des filles de John. La lignée masculine des Dunbar s'éteint vers 1430 et le comté revient aux Douglas. Lorsque Archibald Douglas (comte de Moray) meurt au combat le 1er mai 1455, combattant avec ses frères contre le roi Jacques III, qui a décidé de limiter le pouvoir exercé par les Douglas, le titre et les domaines de Moray sont confisqués ainsi que divers autres possessions de Douglas. Il passe aux Murray, puis à la famille Stuart, dont les descendants occupent toujours les lieux.

## Grande salle médiévale

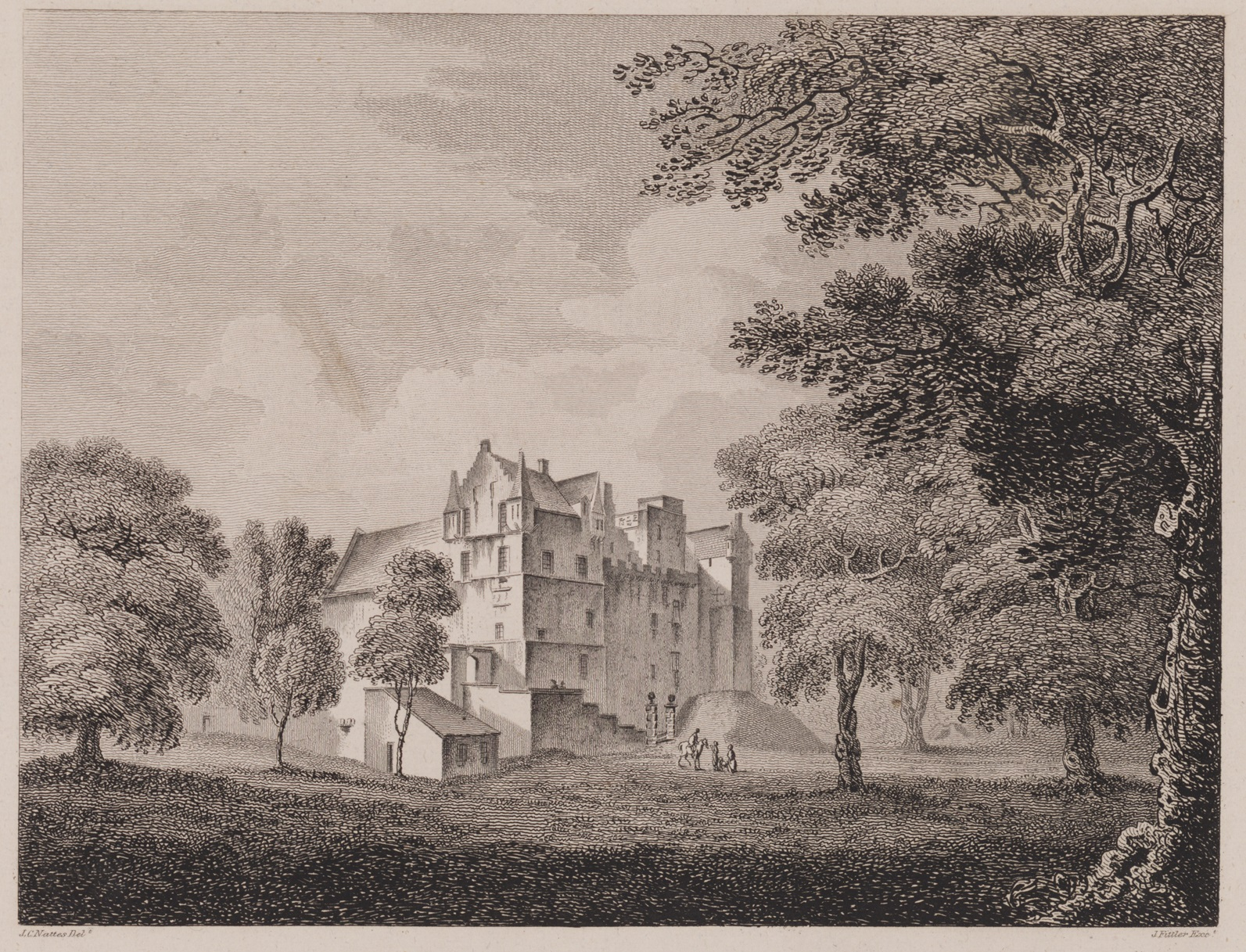
Le château en 1804, avant sa reconstruction

La salle de banquet est la seule partie restante du château qui a été érigé en 1450 par Archibald Douglas (comte de Moray), et conserve son toit à poutres martelées du XVe siècle, ce qui en fait l'une des deux seules salles médiévales d'Écosse avec son toit d'origine, "un spécimen presque unique en Ecosse.".
La forêt de Darnaway est une importante source de bois et, en mars 1497, le roi Jacques IV envoie un prêtre David Arnot pour superviser les charpentiers prenant de «grands arbres» pour l'artillerie royale. La salle est recouverte de " spune thak ", des bardeaux de bois taillés par un charpentier, sur ordre de Jacques IV, et le 20 novembre 1501. Jacques IV garde sa maîtresse Janet Kennedy à Darnaway avec leurs enfants et sa compagne Katrine Douglas. En 1502, il envoie un luthiste, Adam Dickson, à Darnaway pour les divertir. En octobre 1504, il fait venir quatre ménestrels italiens et un tambour africain, dit le « More taubronar ». 
Jacques IV visite à nouveau Darnanway en septembre 1506.
La salle est déjà remarquable en 1562 lorsqu'un observateur anglais Thomas Randolph la décrit comme "verie fayer and large built" . Mary, reine d'Écosse la visite le 10 septembre 1562.
Entre 1767 et 1781, Francis Stuart, 9e comte de Moray plante le domaine avec plus de 8 millions de pins.
Darnaway donne son nom à Darnaway Street dans le développement d'Edimbourg du comte de Moray, le Moray Estate.

## Sources
- Encyclopédie Collins d'Écosse (2000)
- Coventry, Martin (2008) Châteaux des clans.
- Maxwell, Herbert (1902) Histoire de la maison de Douglas.